# فرد إس. هولويل
فرد إس. هولويل هو سياسي أمريكي، ولد في 18 يناير 1883، وتوفي في 19 أبريل 1960. نشط حزبياً في الحزب الجمهوري. وقد انتخب عضو جمعية ولاية نيويورك ‏ وانتخب عضو مجلس ولاية نيويورك ‏.